# 白林寺

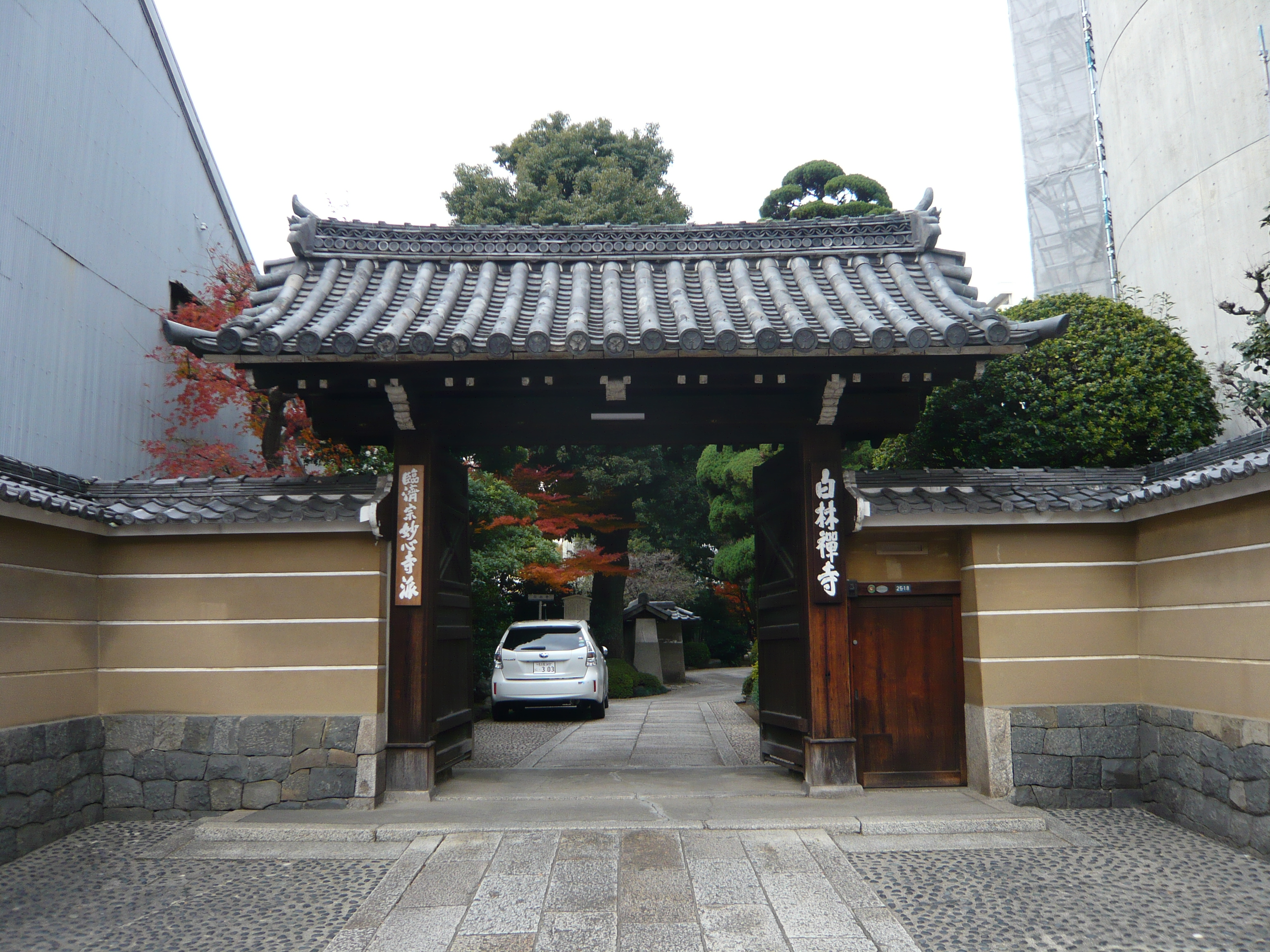
白林寺山門

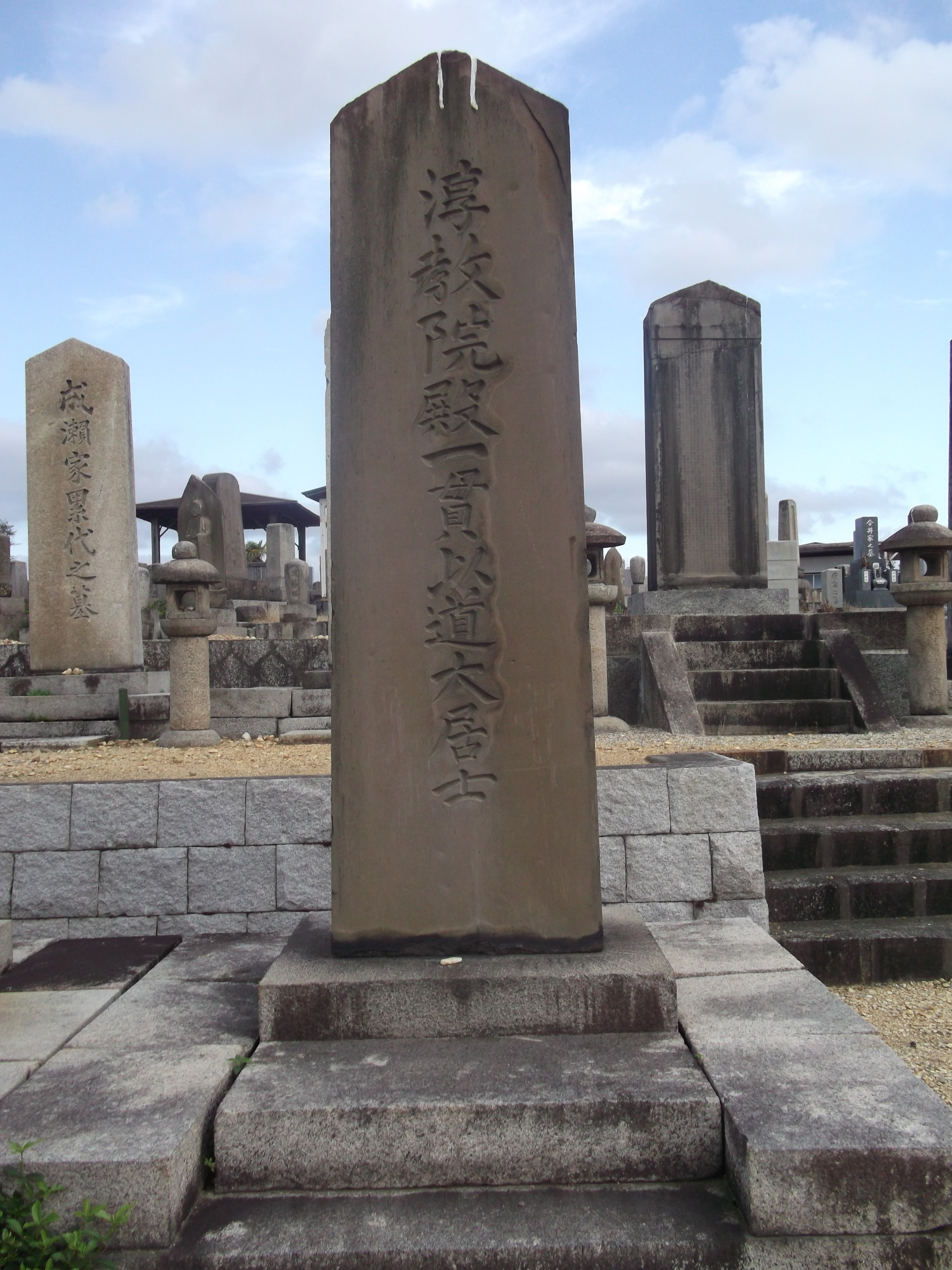
成瀬正住の墓（平和公園白林寺墓地内、2014年8月）

白林寺（はくりんじ）は、愛知県名古屋市中区にある臨済宗妙心寺派の寺院。

## 概要
山号は東海山。
尾張徳川家附家老成瀬家ゆかりの寺院である。

## 歴史
1625年（寛永2年）夏、尾張藩主徳川義直が妙興寺より蘭叟紹秀を開山に、附家老成瀬正成のために建立した寺院であり、代々成瀬家の菩提所である。寺領は100石。
1626年（寛永3年）、1814年（文化11年）に自火焼失があるが、その都度再建される。江戸期には歴代みな妙心寺に出世し、紫衣地であった。
1945年（昭和20年）、名古屋大空襲により山門と御霊屋を残し焼失したが、元の地に再建され、戦災復興土地区画整理事業により墓地は平和公園に移動した。
白林寺墓地山頂に成瀬家墓地があり、巨大な墓碑が聳え立ち圧巻である。
尾張柳生家の菩提所でもある。

## 拝観など
一般拝観は行っていない。

## 所在地
- 愛知県名古屋市中区栄3丁目25-18

## アクセス
- 名古屋市営地下鉄名城線 矢場町駅下車。